# Halowe Mistrzostwa Świata w Lekkoatletyce 2001 – bieg na 60 m przez płotki kobiet
Bieg na 60 m przez płotki kobiet – jedna z konkurencji rozgrywanych podczas halowych mistrzostw świata w lekkoatletyce w 2001. Eliminacje, półfinały i finał odbyły się 9 marca.
Do eliminacji zgłoszonych zostało 27 zawodniczek z 20 państw.
Zawody w tej konkurencji wygrała reprezentantka Stanów Zjednoczonych Anjanette Kirkland. Drugą pozycję zajęła zawodniczka z Jamajki Michelle Freeman, trzecią zaś reprezentująca Francję Nicole Ramalalanirina.

## Wyniki

### Eliminacje
Źródło: 
Bieg 1
| Miejsce | Zawodniczka        | Państwo           | Wynik | Uwagi |
| ------- | ------------------ | ----------------- | ----- | ----- |
| 1.      | Anjanette Kirkland | Stany Zjednoczone | 8,04  |       |
| 2.      | Ołena Krasowśka    | Ukraina           | 8,14  |       |
| 3.      | Linda Ferga        | Francja           | 8,16  |       |
| 4.      | Flora Rendumi      | Grecja            | 8,29  |       |
| 5.      | Trecia Roberts     | Tajlandia         | 8,34  |       |
| 6.      | Rosa Rakotozafy    | Madagaskar        | 8,36  |       |
| 7.      | Francisca Guzmán   | Chile             | 8,85  |       |

Bieg 2
| Miejsce | Zawodniczka           | Państwo         | Wynik | Uwagi |
| ------- | --------------------- | --------------- | ----- | ----- |
| 1.      | Nicole Ramalalanirina | Francja         | 7,93  | SB    |
| 2.      | Swietłana Łauchowa    | Rosja           | 8,05  |       |
| 3.      | Irina Lenskiy         | Izrael          | 8,09  | NR    |
| 4.      | Melanie Wilkins       | Wielka Brytania | 8,19  | PB    |
| 5.      | Yahumara Neyra        | Kuba            | 8,22  |       |
| 6.      | Sandra Turpin         | Portugalia      | 8,38  |       |

Bieg 3
| Miejsce | Zawodniczka      | Państwo           | Wynik | Uwagi |
| ------- | ---------------- | ----------------- | ----- | ----- |
| 1.      | Michelle Freeman | Jamajka           | 8,03  |       |
| 2.      | Juliane Sprenger | Niemcy            | 8,07  |       |
| 3.      | Bisa Grant       | Stany Zjednoczone | 8,07  |       |
| 4.      | Nadine Faustin   | Haiti             | 8,26  |       |
| 5.      | Yvonne Kanazawa  | Japonia           | 8,33  | SB    |
| 6.      | Sarah Claxton    | Wielka Brytania   | 8,54  |       |
| –       | Maurren Maggi    | Brazylia          | DSQ   |       |

Bieg 4
| Miejsce | Zawodniczka           | Państwo                      | Wynik | Uwagi |
| ------- | --------------------- | ---------------------------- | ----- | ----- |
| 1.      | Olga Szyszygina       | Kazachstan                   | 7,98  |       |
| 2.      | Lacena Golding        | Jamajka                      | 8,05  |       |
| 3.      | Isabel Abrantes       | Portugalia                   | 8,13  |       |
| 4.      | Svetlana Gnezdilov    | Izrael                       | 8,28  |       |
| 5.      | Su Yiping             | Chiny                        | 8,34  |       |
| 6.      | Majia Szemczyszena    | Ukraina                      | 8,34  |       |
| 7.      | Maria-Joëlle Conjungo | Republika Środkowoafrykańska | 8,47  |       |

### Półfinały
Źródło: 
Bieg 1
| Miejsce | Zawodniczka           | Państwo           | Wynik | Uwagi |
| ------- | --------------------- | ----------------- | ----- | ----- |
| 1.      | Nicole Ramalalanirina | Francja           | 7,95  |       |
| 2.      | Swietłana Łauchowa    | Rosja             | 7,98  | SB    |
| 3.      | Anjanette Kirkland    | Stany Zjednoczone | 8,00  |       |
| 4.      | Lacena Golding        | Jamajka           | 8,04  |       |
| 5.      | Irina Lenskiy         | Izrael            | 8,07  | NR    |
| 6.      | Yahumara Neyra        | Kuba              | 8,09  | PB    |
| 7.      | Isabel Abrantes       | Portugalia        | 8,14  |       |
| 8.      | Nadine Faustin        | Haiti             | 8,24  |       |

Bieg 2
| Miejsce | Zawodniczka        | Państwo           | Wynik | Uwagi |
| ------- | ------------------ | ----------------- | ----- | ----- |
| 1.      | Olga Szyszygina    | Kazachstan        | 7,90  | SB    |
| 2.      | Michelle Freeman   | Jamajka           | 7,95  |       |
| 3.      | Bisa Grant         | Stany Zjednoczone | 8,03  |       |
| 4.      | Linda Ferga        | Francja           | 8,08  |       |
| 5.      | Juliane Sprenger   | Niemcy            | 8,13  |       |
| 6.      | Ołena Krasowśka    | Ukraina           | 8,15  |       |
| 7.      | Svetlana Gnezdilov | Izrael            | 8,28  |       |
| 8.      | Melanie Wilkins    | Wielka Brytania   | 8,30  |       |

### Finał
Źródło: 
| Miejsce | Zawodniczka           | Państwo           | Wynik | Uwagi |
| ------- | --------------------- | ----------------- | ----- | ----- |
| 01 !    | Anjanette Kirkland    | Stany Zjednoczone | 7,85  | PB    |
| 02 !    | Michelle Freeman      | Jamajka           | 7,92  |       |
| 03 !    | Nicole Ramalalanirina | Francja           | 7,96  |       |
| 4.      | Olga Szyszygina       | Kazachstan        | 7,96  |       |
| 5.      | Swietłana Łauchowa    | Rosja             | 7,99  |       |
| 6.      | Linda Ferga           | Francja           | 8,06  |       |
| 7.      | Bisa Grant            | Stany Zjednoczone | 8,09  |       |
| 8.      | Lacena Golding        | Jamajka           | 8,24  |       |